# Kóris Kálmán
Kóris Kálmán (Miskolc, 1878. augusztus 5. – Budapest, 1967. január 14.) tanár, néprajzkutató.

## Élete, munkássága
Miskolci értelmiségi családba született, apja a városháza pénztárnoka volt. Tanulmányait Miskolcon végezte, majd 1904-ben Budapesten, a Képzőművészeti Főiskolán rajz, ábrázoló mértan és művészettörténet szakon szerzett diplomát. Diákkorában bekapcsolódott baloldali szocialista szerveződésekbe (Galilei Kör, Szocialista Diákok Szövetsége, Szabó Ervin Kör stb.). Lokálpatrióta és a miskolci múzeumügy iránt elkötelezett családja támogatásával már 1903-tól végzett önkéntes néprajzi gyűjtő- és kutatómunkát a Matyóföldön, a Borsod-Miskolczi Múzeum javára. A néprajzi tárba ekkor kerültek az első darabok, Mezőkövesd város és Kóris ajándékaként. A kis gyűjtemény jelentőségét mutatja, hogy Leszih Andor mutatta be a Miskolczi Naplóban. Kóris maga azonban kritikusan ítélte meg a jó szándékkal összeállított, de inkább „magyarkodó” és a néprajzi szakértelmet nélkülöző gyűjteményt.
Friss diplomásként a Magyar Nemzeti Múzeum néprajzi osztályának volt díjtalan gyakornoka, de a miskolci múzeum számára végzett terepmunkát továbbra is folytatta. Minthogy Miskolcon nem kapott tanári állást, 1906–1918 között Budapesten polgári iskolai rajztanárként vállalt munkát. Ettől kezdve már csak nyáron, szabadidejében tudott néprajzi munkával foglalkozni. 1910-ben néprajzi kiállítást szervezett Miskolcon a matyóság emlékeiből. 1911-ben, amikor Izabella főhercegnő Mezőkövesdre látogatott, a miskolci múzeum néprajzi gyűjteményéből rendeztek kiállítást.
1918-ban a Nemzeti Tanács tagja lett, 1919-ben a Néprajzi Múzeum főigazgatójává nevezték ki, de a Tanácsköztársaság bukása után fegyelmivel eltávolították. 1925-ben Bécsbe, a következő évben pedig a Szovjetunióba emigrált, ahol a moszkvai Néprajzi és Forradalmi Múzeum munkatársa lett. Itt kezdett el foglalkozni a magyarság eredetével, török nyelvterületen tevékenykedő kutatóexpedíció munkájában is részt vett. 1934-ben hazatért Magyarországra, de sokáig nem tudott elhelyezkedni. 1941-ben újra törökországi tanulmányútra indult, Izmir ősturk lakosságát tanulmányozta. A második világháborúban egy bombázás során bútorainak, jegyzeteinek nagy része megsemmisült. 1945 után a Péti Nitrogénművek budapesti központjában volt tisztviselő, majd hamarosan, 1947-ben nyugalomba vonult, Budán élt. Ezután már nem publikált. 1967-ben hunyt el, a Farkasréti temetőben helyezték végső nyugalomba.
Istvánffy Gyula munkásságát követően jelentős szerepe volt a miskolci Borsod-Miskolczi Múzeum néprajzi gyűjteményének létrehozásában és gyarapításában. Az első darabok 1903-ban kerültek a gyűjteménybe, 1908-ban a gyűjtemény már 900–920 darabos volt, s nagyrészt az ő munkája eredményeként 1912-re ez megközelítette az 1500 tételt. Néprajzi munkásságára – úttörő módon a hazai néprajzi irodalomban – a szociológiai módszerek alkalmazása és a társadalmi érzékenység volt a meghatározó. Nemcsak a frissen felfedezett népművészet remekeit gyűjtötte és dokumentálta, de figyelme kiterjedt az archaikusabb és lokális jellegzetességekre is. A matyóság díszes tárgyai mellett archaikus, egyszerű, formai tekintetben is régiesnek tekinthető darabokat gyűjtött be. Rendkívüli alaposságát mutatják a múzeumba került tárgyakról kézírással készített leírókartonok, amelyeken gyakran szinte tanulmányszerűen mutatja be az adott tárgyat, nem ritkán rajzokkal illusztrálva. Munkásságának fontos része a néprajzi fényképfelvételek készítése, amelyekből a Dunky-fivérek fotóműterme készített nagyításokat (a Kóris-féle néprajzi fotógyűjtemény ma már közel sem teljes). Szovjetunióbeli tartózkodása alatt figyelme a magyar népi műveltség török elemeinek kutatására összpontosult. Tanulmányai hazai szakfolyóiratokban, főként a Néprajzi Értesítőben, az Ethnographiában és a Huszadik Században jelentek meg.
Halála után a Herman Ottó Múzeum emlékkiállításon mutatta be életművét, Miskolcon utcanév őrzi az emlékét.

## Főbb művei
- Matyóföldi tüzelők és szénatartók. Néprajzi Értesítő, 1905
- A kendermunka szerszámai a matyóknál. Néprajzi Értesítő, 1907
- Jelentés néprajzi gyűjtésekről. Borsod-Miskolci Közművelődési és Múzeum Egyesület Évkönyve 1906–1907. Miskolc, 1908
- Kóris Kálmán: A Közművelődési Egyesület pöre. Ellenzék, 1912. május 11.